# AskMen.com
AskMen.com é um portal de internet online norte-americano não pago e dirigido especialmente ao público masculino. Tem versões para os Estados Unidos (askmen.com), Canadá (ca.askmen.com), Reino Unido (uk.askmen.com) e Austrália (au.askmen.com).

## História
AskMen.com foi fundado em Agosto de 1999 por Ricardo Poupada, Christopher Bellerose Rovny e Luis Rodrigues.
 Em 2000, a empresa garantiu $500 000 dólares em capital de risco, enquanto o seu principal concorrente TheMan.com obteve $17 milhões em financiamento de Highland Capital. Em Novembro de 2000, TheMan.com encerrou, proporcionando a oportunidade para AskMen.com se tornar o maior site on-line dirigido ao homem atual.
Em 2001, através de uma combinação de parcerias com a AOL e a MSN, AskMen.com ultrapassou os outros websites na sua categoria e tornou-se o maior portal no seu segmento de mercado.
Em Fevereiro de 2007, o site afirma ter recebido a visita de 7,2 milhões de visitantes, de acordo com os dados fornecidos pela Score Media Metrix.

Ocupa a posição #1004 no ranking do Alexa.

## Conteúdo
AskMen.com está dividido em várias seções de interesse para o homem moderno:
- Moda & vida atual
- Vida de luxo
- Automóveis
- Saúde & Desporto
- Vida amorosa
- Sexualidade
- Mulheres
- Celebridades
- Dinheiro & Bolsa
- Entretenimento
- Lazer
- Hipnotismo amador
- Póquer
- Anedota, site e video do dia

Outras seções únicas, especificas do AskMen.com, incluem as suas listas anuais Top 99 das Mulheres mais desejadas, Top 49 Homens e Guia para Jogadores, com uma subscrição paga.
O AskMen.com tem mais de 40 000 artigos disponíveis gratuitamente online.
Em 9 de Agosto de 2001 o site introduziu um painel de mensagens que atingiu mais de 35 000 membros. Com mais de 3 milhões de inserções, os tópicos mais populares são eventos atuais, política, amor e relações pessoais.

## Empresa
O AskMen.com oferece todo o seu conteúdo gratuitamente e obtém as suas receitas através da publicidade inserida. 
Em Junho de 2005, o site foi adquirido por $13,5 milhões de dólares pela IGN, um site de jogos online. Mais tarde, a IGN foi comprada pela News Corporation em Setembro de 2005, por $650 milhões.
Atual gestão: 
- Ricardo Poupada - Diretor e co-fundador
- Ryan Johnson - Diretor de Marketing e Desenvolvimento de Negócios
- Armando Gomez - Publicidade & Promoções
- Martin Helie - Gestor de Desenvolvimento
- James Bassil - Editor-Chefe